# Mașină de cusut

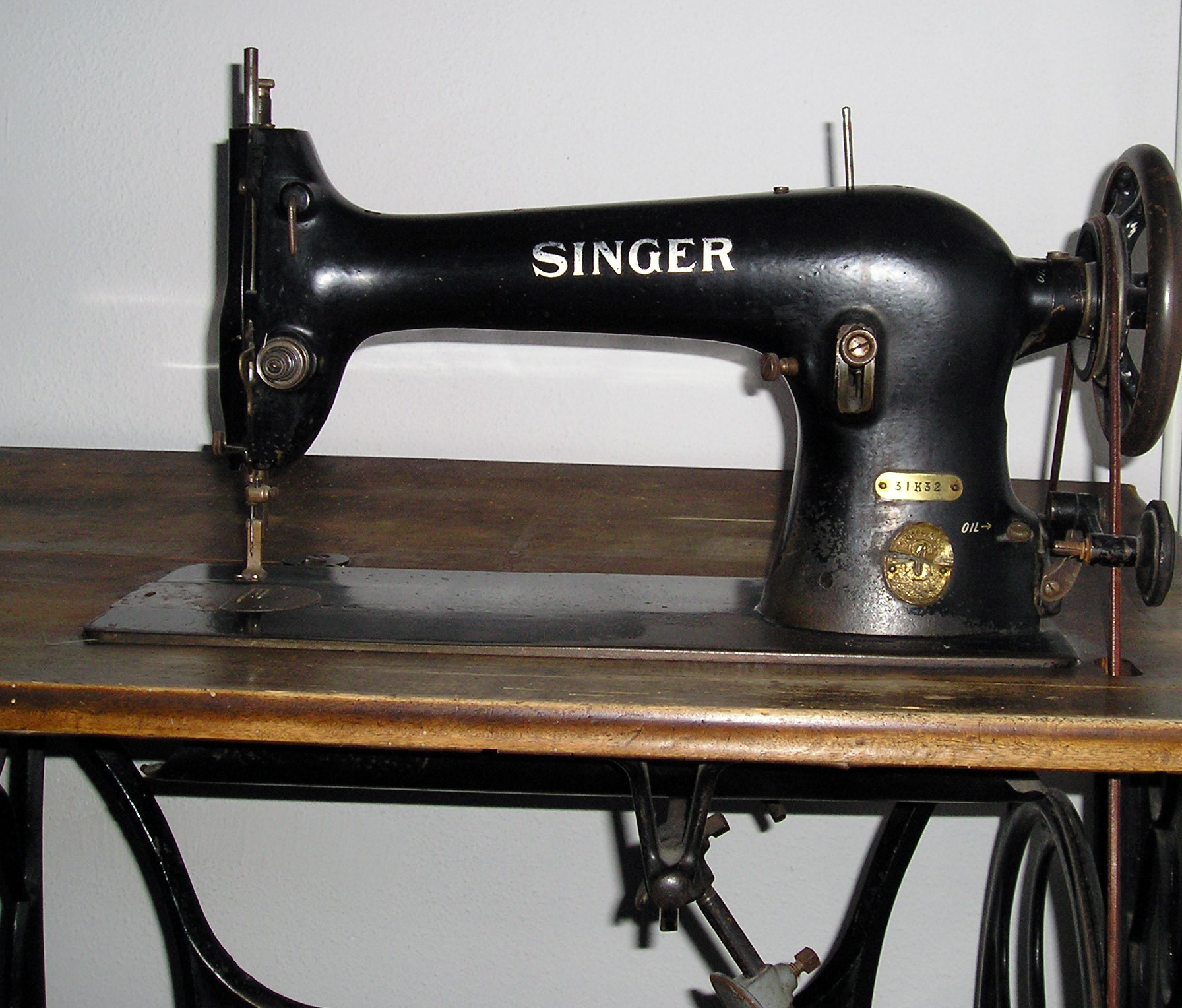
Maşină de cusut Singer

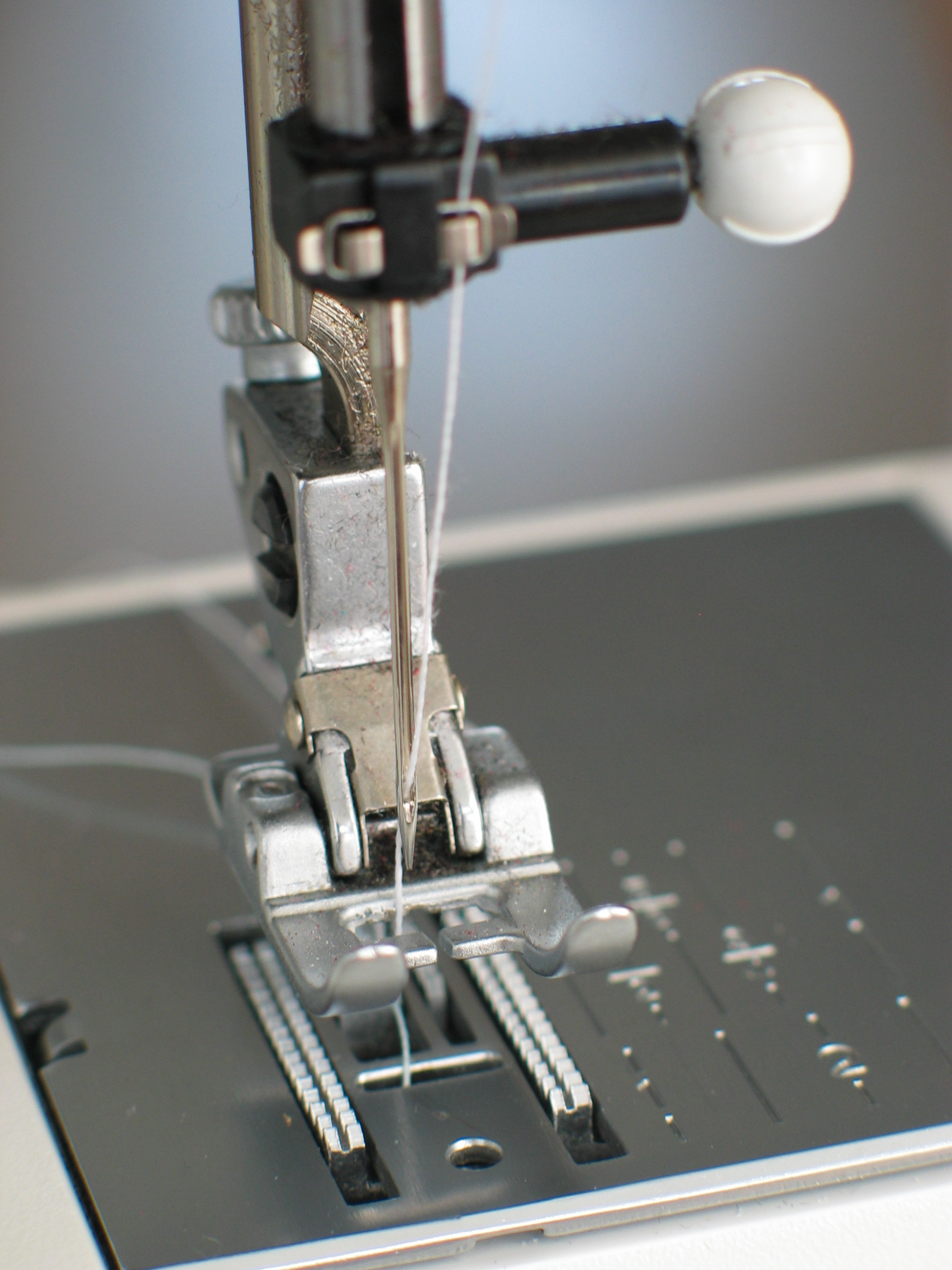
Partea maşinii de cusut care realizează efectiv cusutul

Modul de realizare a cusăturii

Mașina de cusut este un dispozitiv complex care realizează prin coasere conectarea a două sau mai multe piese de material (în special textil) destinat (în general) îmbrăcăminții. La origini a fost un dispozitiv pur mecanic, activat prin pedalare, dar la ora actuală este un dispozitiv electric sau chiar electronic și programabil.